# Susan Bassnettová
Susan Edna Bassnettová, FRSL (* 21. října 1945) je teoretička překladu a odborná pracovnice v oblasti srovnávací literatury. Deset let pracovala jako prorektorka na Warwické univerzitě a učila v jejím Centru pro překlad a srovnávací kulturní studia, které bylo v roce 2009 zavřeno. Od roku 2016 je profesorkou srovnávací literatury na Warwické a Glasgowské univerzitě. Vzdělání získala v různých evropských státech, svou kariéru začala v Itálii a přednášela i na univerzitách ve Spojených státech. V roce 2007 byla zvolena spolupracovnicí Královské literární společnosti.

## Vzdělání
Susan Bassnettová se narodila 21. října 1945. Studovala angličtinu a italštinu na Manchesterské univerzitě a v roce 1968 získala bakalářský titul Bachelor of Arts (BA) s nejvyššími známkami. Doktorandské studium (PhD) francouzštiny absolvovala na Lancasterské univerzitě v roce 1975.

## Akademická kariéra
Susan Bassnettová začala svou akademickou kariéru na univerzitě v Římě, kde působila jako přednášející od roku 1968 do roku 1972. Poté se vrátila do Anglie a v letech 1972–1976 přednášela na Lancasterské univerzitě. Pak nastoupila na Warwickou univerzitu a v roce 1985 zde založila Centrum pro překlad a srovnávací kulturní studia. V roce 1989 byla povýšena na pozici reader a v roce 1992 byla jmenována profesorkou srovnávací literatury. Dvakrát zastávala funkci prorektorky univerzity, v letech 1997–2003 a 2005–2009. V roce 2016 odešla do důchodu a byla jmenována emeritní profesorkou Warwické univerzity. Od roku 2015 v důchodu zastává i pozici profesorky srovnávací literatury na Glasgowské univerzitě.

## Významná díla
Z jejích více než dvaceti knih se několik stalo hlavními pilíři v oblasti literární kritiky, zejména Translation Studies [Translatologie] (1980) a Comparative Literature [Srovnávací literatura] (1993). V roce 2009 jí vyšla kniha o Tedu Hughesovi. Bassnettová redigovala také knihu Knives and Angels: Women Writers in Latin America [Nože a andělé: spisovatelky v Latinské Americe]. Její spolupráce s několika intelektuály na řadech knižních projektů se setkala s pozitivním ohlasem. V roce 2006 redigovala spolu s Peterem Bushem knihu Translator as a Writer [Překladatel jako spisovatel]. Kromě odborných prací se Bassnettová zabývá také poezií, např. v díle, které vyšlo pod názvem Exchanging Lives: Poems and Translations [Výměna životů: básně a překlady] (2002).

## Zásadní myšlenky

### Překlad do popředí
V díle Constructing Cultures: Essays on Literary Translation [Budování kultur: Eseje o literárním překladu] z roku 1998 (napsaném spolu s André Lefeverem) Bassnettová uvádí, že „přesun klazení důrazu od originálu k překladu se odráží v diskusích o viditelnosti překladatele. Lawrence Venuti požaduje překlad zaměřený na překladatele a trvá na tom, že překladatel by měl v textu zanechat viditelné stopy.“

### Srovnávací literatura jako literární strategie
V eseji nazvané Reflections on Comparative Literature in the Twenty-First Century [Úvahy o komparativní literatuře v 21. století] (2006) se zabývala myšlenkami indické literární kritičky Gayatri Chakravorty Spivakové, která v knize Death of a Discipline [Smrt disciplíny] (2003) tvrdí, že má-li pole komparativní literatury zůstat relevantní, musí se posunout za hranice eurocentrismu. I když Bassnettová se Spivakovou souhlasí v tom, že eurocentrismus marginalizoval literatury, které nepochází ze Západu, také tvrdí, že Spivakové argument staví komparatisty z Evropy, kteří znají její literaturu, do nejisté pozice. Podle Bassnettové je pro evropské komparatisty cestou ven kritické prozkoumání vlastní minulosti. Bassnettová také odvolala svůj předchozí postoj, že srovnávací literatura je umírajícím tématem, které pomalu nahradí translatologie. Místo toho tvrdí, že srovnávací literatura a teorie překladu jsou i dnes relevantní, pokud jsou brány jako způsoby čtení, jimiž mohou literární kritici přistupovat k textům.

## Osobní život
Clive Barker, dlouhodobý partner Susan Bassnettové a akademik v oblasti divadelních studií ve Warwicku, zemřel v roce 2005.